# Roman Staněk
Roman Staněk (Valašské Meziříčí, 25 februari 2004) is een Tsjechisch autocoureur.

## Carrière
Staněk begon zijn autosportcarrière in het karting in 2014. In 2019 maakte hij de overstap naar het formuleracing, waarbij hij debuteerde tijdens het laatste raceweekend van het Verenigde Arabische Emiraten Formule 4-kampioenschap op het Dubai Autodrome als gastcoureur voor het team Dragon Racing. Vervolgens reed hij een dubbel programma in zowel het ADAC- als het Italiaanse Formule 4-kampioenschap bij US Racing-CHRS. In het ADAC-kampioenschap won hij twee races op de Motorsport Arena Oschersleben en de Nürburgring en behaalde podiumplaatsen in drie andere races. Met 165 punten werd hij achter Théo Pourchaire, Dennis Hauger en Arthur Leclerc vierde in het klassement. In het Italiaanse kampioenschap won hij een race op het Autodromo Enzo e Dino Ferrari en stond hij in drie andere races op het podium, maar miste hij een raceweekend omdat hij in het ADAC-kampioenschap deelnam. Met 144 punten werd hij vijfde in het eindklassement.
In 2020 zou Staněk oorspronkelijk deelnemen aan het Formula Regional European Championship voor het Prema Powerteam, maar hij stapte later over naar het FIA Formule 3-kampioenschap, waarin hij uitkwam voor het team Charouz Racing System. Aangezien hij slechts een week voor de seizoensopener werd bevestigd, had hij voorafgaand aan de eerste race nog nooit in de auto gezeten en kende hij een moeilijk debuutseizoen. Enkel op het Autodromo Nazionale Monza wist hij met een achtste plaats tot scoren te komen. Met 3 punten werd hij 21e in de eindstand. Tevens nam hij dat jaar deel aan een raceweekend van de Eurocup Formule Renault 2.0 bij MP Motorsport op het Circuit Zandvoort, waar hij de races als veertiende en negende afsloot.
In 2021 begon Staněk het seizoen in het Aziatische Formule 3-kampioenschap bij Hitech Grand Prix. Aansluitend stapte hij binnen de FIA Formule 3 eveneens over naar Hitech. Hij behaalde twee podiumfinishes op de Hungaroring en het Circuit Spa-Francorchamps, maar in de rest van het seizoen kwam hij slechts tweemaal tot scoren. Met 29 punten werd hij zestiende in de eindstand.
In 2022 bleef Staněk actief in de FIA Formule 3, waarin hij overstapte naar het team van Trident. Hij won een race op Imola en startte op het Circuit de Barcelona-Catalunya vanaf pole position, voordat hij in de race tweede werd. Ook behaalde hij podiumplaatsen in beide races op Spa. Met 117 punten werd hij vijfde in het kampioenschap.
In 2023 debuteerde Staněk in de Formule 2, waarin hij zijn samenwerking met Trident voortzette. Hij behaalde zes top 10-finishes, met een vijfde plaats op de Red Bull Ring als zijn beste klassering. Met 15 punten werd hij achttiende in het klassement.
In 2024 bleef Staněk actief in de Formule 2 bij Trident. Hij behaalde zijn eerste zege op het Albert Park Street Circuit en eindigde in het restant van het jaar nog tweemaal in de top 10. Na het negende weekend op Monza verliet hij vanwege geldproblemen het kampioenschap en werd hij vervangen door Christian Mansell. Met 14 punten eindigde hij op plaats 22 in het kampioenschap.
In 2025 keert Staněk terug in de Formule 2, ditmaal bij het team Invicta Racing.